# Vital Kiekeboe
Vital Kiekeboe, beter bekend als Nonkel Vital, is een personage uit de stripserie De Kiekeboes. Hij is de nonkel van Marcel Kiekeboe, de oudoom van Fanny en Konstantinopel en de schoonbroer van Moemoe. Hij maakte zijn debuut in het album Het idee van Dédé. Nonkel Vital woont in het dorpje Mestwalle, een woordspeling op het Belgische dorp Westmalle. Hij is ook lid van de plaatselijke heemkundige kring.
Vital heeft een grote bos wit haar en draagt steevast een grijsgroene lange broek, een kakigroene polo en een mosgroene vest. In zijn tuin staat een hele reeks tuinkabouters, die hij met lijf en leden beschermt. Zie (De Incabouter).
Vitals broer was getrouwd met Moemoe, maar is intussen gestorven. Nonkel Vital vindt dat de oorzaak van deze dood bij Moemoe ligt : hij vindt dat zij zijn broer "heeft dood gepest". Moemoe vindt dat niet. Ze vindt dat zij het slachtoffer is van het schuinsmarcheren en dergelijke van haar man. Door dit conflict kunnen de twee elkaar niet meer uitstaan.
In het album Een echte Vitalko krijgt hij een prominent rol toebedeeld in dat verhaal. Ook in De S van pion speelt hij een cruciale rol.

## Verzoening met Moemoe
Twee keer verzoent Vital zich met Moemoe, de éérste keer in Een echte Vitalko, omdat hij door zijn vogelverschrikkers miljoenen verdiende en Moemoe wil hiervan natuurlijk een deel krijgen en wil zich zogezegd verzoenen, maar Vital weet niet echt waarom. Als blijkt dat hij het grootste deel aan Linda geeft, een 25-jarig meisje, komt er stoom uit Moemoe's oren. Vital zet Moemoe buiten en zegt dat Linda scholen en ziekenhuizen wil bouwen in het Zuid-Amerikaanse Carcas, waar veel straatkinderen wonen. De tweede verzoening gebeurt in Joyo de eerste. Marcel is met een auto gaan rijden. Maar de remmen van de auto waren geblokkeerd, en iedereen zag de auto ontploffen. Hierdoor denkt iedereen dat Marcel dood is. Vital en Moemoe verzoenen zich, omdat "Marcel het zo gewild zou hebben." Als Joyo dan uiteindelijk tot koning gekroond wordt, verschijnt hij ten tonele en verklaart dat hij nog net uit de auto kon springen. Vital en Moemoe zijn hierdoor weer als vanouds.